# 羅馬尼亞的瑪麗亞 (1900-1961)
羅馬尼亞的瑪麗亞（1900年1月6日—1961年6月22日），南斯拉夫王后，羅馬尼亞國王斐迪南一世的次女，卡羅爾二世的妹妹。

## 家庭
1922年，瑪麗亞與南斯拉夫國王亞歷山大一世結婚，共有3個兒子：
- 彼得二世（1923年—1970年），1934年繼位為南斯拉夫國王
- 托米斯拉夫王子（1928年—2000年）
- 安德烈王子（1929年—1990年）